# Endoufielle
Endoufielle é uma comuna francesa na região administrativa da Occitânia, no departamento de Gers. Estende-se por uma área de 17.1 km², e possui 516 habitantes, segundo o censo de 2018, com uma densidade de 30 hab/km².